# Vae Victis (musique)
Pour les articles homonymes, voir Vae Victis (homonymie).
Vae Victis est un groupe de rock identitaire français créé en 1993 dont il peut être considéré comme le pionnier du genre.

## Biographie
Il est composé de cinq membres  : François (guitare et chant), de Fabrice (clavier, clarinette, flûte et chœurs), de Philippe (chœurs et chant), Vincent (basse et accordéon) et de Thibaud (batterie et bodhrán). 
Trois membres de Vae Victis ont par la suite rejoint le groupe Île de France.

## Discographie
Le groupe a publié trois albums :
et un mini-CD :